# Epigynopteryx prolixa
Epigynopteryx prolixa là một loài bướm đêm trong họ Geometridae.